# Escola Menéndez Pelayo
L'Escola Menéndez y Pelayo és una obra de Mataró (Maresme) protegida com a bé cultural d'interès local.

## Descripció
És un edifici de cantonada, de planta baixa i pis, amb pati posterior. La façana principal presenta arcs escarsers a les obertures i trencaaigües acusats. A la seva part superior una sèrie de cartel·les aguanten la cornisa sobre la qual descansa l'acroteri del qual sobresurt el cos central amb arc de mig punt. A la façana al carrer Prat de la Riba se situa l'escut de la ciutat, l'any de construcció i un capcer esglaonat.